# مريبيل
المريبيل (الاسم العلمي: Meripilus) هو جنس من الفطريات يتبع الفصيلة المريبيلية من رتبة متعددات الأبواغ.